# سباستین گلاسنر
سباستین گلاسنر (انگلیسی: Sebastian Glasner؛ زادهٔ ۶ مهٔ ۱۹۸۵) بازیکن فوتبال اهل آلمان است.
از باشگاه‌هایی که در آن بازی کرده‌است می‌توان به باشگاه فوتبال ارتسگبیرگ آئو، باشگاه فوتبال آرمینیا بیله‌فلد، باشگاه فوتبال انرژی کوتبوس، باشگاه فوتبال دارمشتات ۹۸، باشگاه فوتبال نورنبرگ، و باشگاه فوتبال کمنیتس اشاره کرد.